# I Wanna Go
Az I Wanna Go egy dal Britney Spears amerikai énekesnőtől hetedik, Femme Fatale című albumáról. Producere és szerzője Max Martin és Shellback volt, továbbá Savan Kotecha is dolgozott a szövegen. Spears Twitter-en mutatott be egy részletet a számból 2011 februárjában, az album kiadása előtt. Egy internetes szavazást követően az I Wanna Go-t hirdették ki a lemez harmadik kislemezeként 2011. május 13-án. A kislemez borítója 2011. június 6-án jelent meg.
Az I Wanna Go egy dance stílusú dal, melyben dobok és fütyülésszerű hangok is hallhatóak. Stílusa miatt Bob Sinclar és Frankie Knuckles zenéjével azonosították a számot. A kritikusok vegyes fogadtatásban részesítették a felvételt. A számhoz rengeteg remixváltozat készült, például Alex Dreamz, DJ Frank E közreműködésével, illetve egy remixben Sonu Nigam vokálja is hallható.
A Femme Fatale kiadása után az I Wanna Go a Billboard Hot 100 kislemezlista alsó szegmensében debütált. Miután megjelent kislemezként is, Kanada, Franciaország, Finnország és az Egyesült Államok top 10-es listáira került. Ausztráliában és Új-Zélandon már kevésbé teljesített sikeresen. Karrierjében ez volt az első kislemez mely a brit kislemezlista top 100-as részlegében egyáltalán nem jelent meg.
A dalhoz tartozó videóklipet Chris Marrs Piliero rendezte, a kisfilm 2011. június 22-én jelent meg. Britney egy konferencián álmodozni kezd, és látomásaiban paparazzók üldözik őt, Guillermo Díaz színész mentette őt meg. Piliero szerint a videó nevetséges, a kritikusok viszont pozitív értékeléseket írtak a kisfilmről. A szám a Femme Fatale Tour állomásain is előadásra került, majd 2013-tól a Britney: Piece of Me koncerteken is.

## Háttér és borító
A dal producere és szerzője Max Martin és Shellback volt, továbbá Savan Kotecha is dolgozott a szövegen. A szerzemény 2009-ben íródott, eredetileg a Singles Collection-re tervezték és kezdetben I I I Wanna Go volt a dal címe. 2011 február 22-én Britney egy fél perces előzetest osztott meg rajongóival a dalból, melyet Martin csodálatosnak titulált. Egy interjúban Britney kifejtette, imádja a fütyülésszerű hangokat a dalban, Martin munkáját így értékelte: „Hihetetlen… Ki gondolta volna? Nincs senki, akivel szívesebben dolgoznék a stúdióban.” Kotecha esélyesnek tartotta a számot harmadik kislemeznek. Két nappal később jelentették be az eredményeket. A dal borítója június 6-án jelent meg, melyen Britney klipjével egyező öltözékben látható.

## Kereskedelmi fogadtatás
2011. április 3-án az I Wanna Go a Billboard Hot 100 lista 73. helyén debütált, illetve a Hot Digital Songs listán is megjelent, 52. helyezéssel. A Canadian Hot 100 kislemezlistán 2011. április 16-án jelent meg, 60. helyezéssel. A dél-koreai GAON listán három héten át maradt első helyezéssel. Miután kislemezként is megjelent, a Billboard Pop Songs listáján 37. helyen debütált 2011. július 2-án. A Billboard Hot 100-on 89. helyezéssel bukkant fel ismét a listán. Az ezt követő héten - miután videóklipje is megjelent - 29. helyre ugrott, 67 000 eladott példánnyal. Az I Wanna Go Britney 21. top 40-es kislemeze lett.
2011. augusztus 4-én 11. helyezéssel büszkélkedhetett a dal a Billboard Hot 100-on, ezzel a Femme Fatale Spears első olyan albuma lett, melyről három top 10-es kislemez jelent meg. Sorozatban ötödik top 10-es dala lett. A kislemez hetedik helyig jutott 2011. augusztus 24-én. A Pop Songs listán első helyet ért el szeptember 24-én, ezzel hatodik kislemeze érte el az első helyet a listán. Első sikeres kislemeze a …Baby One More Time volt 1999. február 20-án. 2011 szeptemberére 1 millió letöltője akadt a dalnak az Egyesült Államokban.
Ausztráliában a dal 33. helyen debütált az ARIA Singles Chart listán 2011. július 10-én. Legjobb helyezése itt 31. volt. Spears karrierjében a harmadik legsikertelenebb kislemez volt itt, a Radar és From the Bottom of My Broken Heart után. Kilenc hetett töltött a listán. Az ARIA arany minősítést adott a számnak. Új-Zélandon 25. helyen debütált, majd 22. lett. A Radar után második leggyengébb kislemeze lett ez, illetve a hatodik, mely nem jutott be a top 20-ba. Tíz hetet töltött a kislemez a listán. 2011. július 7-én az ír kislemezlistán 41. helyen debütált. Az Egyesült Királyságban első kislemeze, mely a top 100-as szegmensbe sem jutott be. peaking at number 138 on the chart issue of June 9, 2011. Belgiumban és Franciaországban ötödik, Finnországban tizedik, Norvégiában és Dániában huszadik, Csehországban és Svédországban negyvenedik lett.

## Videóklip

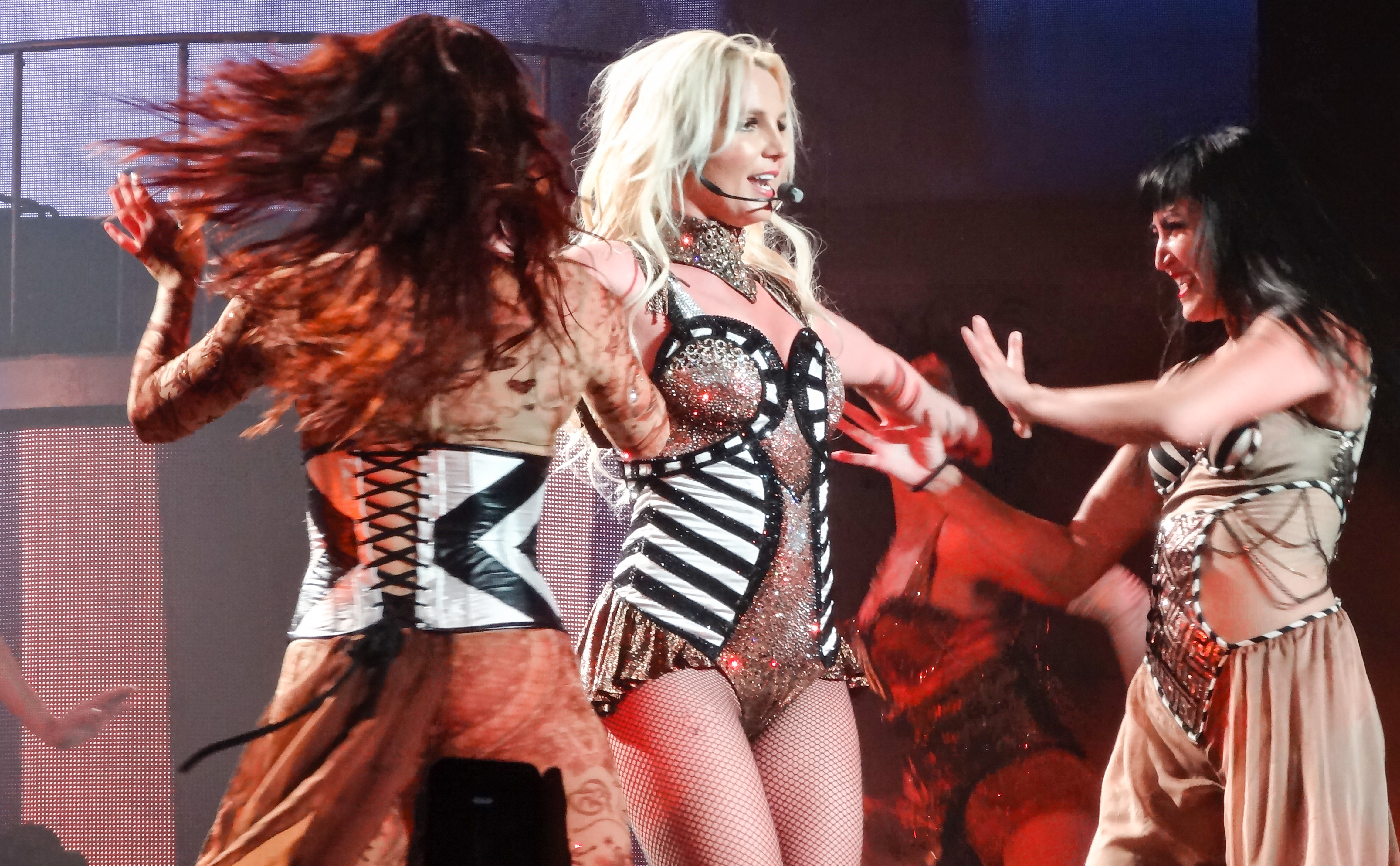
Britney a dal előadása közben a Piece of Me rezidenskoncerten.

A dalhoz tartozó videóklipet Chris Marrs Piliero rendezte, a kisfilm 2011 június 22-én jelent meg. Britney egy konferencián álmodozni kezd, és látomásaiban paparazzók üldözik őt. Miután Britney elhagyja a konferenciát, az utcán sétál, ott egy rajongó dediktáltatja vele a "Femme Fatale" album képét, majd később egy rendőr is megmotozza őt. Britney egy mikrofonon énekel a videóban, de azzal elkezdi a paparazzikat ütni. Ezután jön érte Guillermo Díaz színész, akiről aztán kiderül, hogy robot. Miután Britney felébred az álmából akkor Guillermo elviszi Britney-t a paparazziktól, majd Michael Jackson Thriller klipjéhez hasonlóán hátrafordul és nevet egyet. Piliero szerint a videó nevetséges, a kritikusok viszont általánosságban pozitív értékeléseket írtak a kisfilmről.
A videó 2011 június 22-én debütált Britney VEVO csatornáján, eddig már 220 milliószor játszottak le a klipet, így ez a videója is elérte a VEVOcertified  minősítést.

## Élő előadások
Britney előadta a dalt Femme Fatale turnéján. Minden állomáson pár szerencsés rajongót felhívtak a színpadra, akik Britneyvel táncolhattak a dal közben. A szám 2013-tól 2015-ig helyet kapott a Britney: Piece of Me dallistáján is.

## Slágerlistás helyezések
| Slágerlista (2011)                    | Legmagasabb helyezés |
| ------------------------------------- | -------------------- |
| Ausztrália (ARIA)                     | 31                   |
| Ausztria (Ö3 Austria Top 40)          | 43                   |
| Belgium (Ultratop 50 Flanders)        | 15                   |
| Belgium (Ultratop 50 Wallonia)        | 5                    |
| Brazil (Billboard Hot 100)            | 25                   |
| Brazil (Billboard Hot Pop Songs)      | 3                    |
| Kanada (Canadian Hot 100)             | 5                    |
| Csehország (Rádio Top 100)            | 19                   |
| Dánia (Tracklisten Top 40)            | 20                   |
| Finnország (Singlet Top 20)           | 10                   |
| Franciaország (Single Top 100)        | 5                    |
| Németország (Media Control Charts)    | 32                   |
| Magyarország (Rádiós Top 40)          | 13                   |
| Magyarország (Single Top 40)          | 3                    |
| Írország (IRMA)                       | 41                   |
| Izrael (Media Forest)                 | 1                    |
| Japán (Billboard Japan Hot 100)       | 71                   |
| Lebanon (Lebanese Top 20)             | 5                    |
| Mexico (Airplay)                      | 26                   |
| Új-Zéland (Recorded Music NZ)         | 22                   |
| Norvégia (VG-lista)                   | 18                   |
| Lengyelország (Polish Airplay Top 20) | 5                    |
| Szlovákia (Rádio Top 100)             | 1                    |
| Dél-Korea (GAON International Chart)  | 1                    |
| Spanyolország (PROMUSICAE)            | 41                   |
| Spain (Airplay Chart)                 | 8                    |
| Svájc (Schweizer Hitparade)           | 27                   |
| Svédország (Sverigetopplistan)        | 30                   |
| UK Singles (Official Charts Company)  | 111                  |
| US Billboard Hot 100                  | 7                    |
| US Adult Top 40 (Billboard)           | 22                   |
| US Hot Dance Club Songs (Billboard)   | 1                    |
| US Mainstream Top 40 (Billboard)      | 1                    |
| US Rhythmic (Billboard)               | 14                   |

| Slágerlista (2011)                   | Legmagasabb helyezés |
| ------------------------------------ | -------------------- |
| Belgian Singles Chart (Flanders)     | 62                   |
| Canadian Hot 100                     | 33                   |
| French Singles Chart                 | 32                   |
| Hungarian Airplay Chart              | 99                   |
| Lebanese Airplay Chart               | 22                   |
| Dél-Korea (GAON International Chart) | 15                   |
| US Billboard Hot 100                 | 46                   |
| US Hot Dance Club Songs (Billboard)  | 39                   |
| US Pop Songs (Billboard)             | 13                   |
| US Radio Songs (Billboard)           | 37                   |

## Minősítések
| Ország                  | Minősítés | Eladás    |
| ----------------------- | --------- | --------- |
| Ausztrália (ARIA)       | Arany     | 35,000    |
| Mexikó (AMPROFON)       | Arany     | 35,000    |
| Dél-Korea               |           | 536,491   |
| Svédország (GLF)        | Platina   | 40,000    |
| Egyesült Államok (RIAA) |           | 1,800,000 |

## Formátumok és számlista
| - Digitális letöltés 1. I Wanna Go – 3:30 - Brit digitális EP 1. I Wanna Go (Gareth Emery Remix) – 5:25 2. I Wanna Go (Vada Remix) – 7:39 3. I Wanna Go (Moguai Remix) – 7:11 4. I Wanna Go (Pete Phantom Remix) – 3:18 - Német CD kislemez 1. I Wanna Go – 3:30 2. I Wanna Go (Gareth Emery Remix) – 5:26 | - Digitális letöltés – remixes 1. I Wanna Go – 3:30 2. I Wanna Go (Captain Cuts Club Mix) – 4:43 3. I Wanna Go (Alex Dreamz Radio Edit) – 4:07 4. I Wanna Go (OLIVER Extended Remix) – 4:57 5. I Wanna Go (Deluka BS Radio Remix) – 3:15 6. I Wanna Go (Wallpaper Extended Remix) – 4:03 7. I Wanna Go (Smash Mode Radio Remix) – 3:49 8. I Wanna Go (Disco Fries Radio Remix) – 3:34 9. I Wanna Go (Jump Smokers Radio Remix) – 4:51 10. I Wanna Go (Desi Hits! Remix) – 4:36 |

## Közreműködők
| - Britney Spears – vokál - Max Martin – dalszerzés, producer és billentyűzet - Shellback – dalszerzés, producer, gitár, billentyűzet és basszus - Savan Kotecha – dalszerzés és háttérvokál | - Chau Pan – háttérvokál - John Hanes – hangmérnök - Tim Roberts – mérnök - Serban Ghenea – keverés |

## Megjelenések
| Ország             | Dátum               | Formátum                      | Kiadó                    |
| ------------------ | ------------------- | ----------------------------- | ------------------------ |
| Európa             | 2011. június 13.    | Digitális letöltés - promóció | Jive Records             |
| Egyesült Államok   | 2011. június 14.    | Rádió                         | Jive Records             |
| Dánia              | 2011. június 21.    | Digitális letöltés            | Jive Records             |
| Franciaország      | 2011. június 21.    | Digitális letöltés            | Jive Records             |
| Olaszország        | 2011. június 21.    | Digitális letöltés            | Jive Records             |
| Hollandia          | 2011. június 21.    | Digitális letöltés            | Jive Records             |
| Spanyolország      | 2011. június 21.    | Digitális letöltés            | Jive Records             |
| Brazília           | 2011. június 27.    | Digitális letöltés            | Sony BMG                 |
| Brazília           | 2011. július 11.    | Desi Hits! Remix              | Sony BMG                 |
| Egyesült Államok   | 2011. július 15.    | Remixek                       | Jive Records             |
| Németország        | 2011. július 22.    | CD kislemez                   | Sony Music Entertainment |
| Egyesült Királyság | 2011. július 29.    | Digitális EP                  | Jive Records             |
| Brazília           | 2011. augusztus 1.  | Digitális EP                  | Sony BMG                 |
| Franciaország      | 2011. szeptember 5. | CD kislemez                   | Sony Music Entertainment |